# The Sims Social
The Sims Social foi um jogo para Facebook, e um complemento à série de jogos The Sims. O jogo foi anunciado pela Eletronic Arts durante a coletiva de impressa na E3 2011. O jogo The Sims Social segue o mesmo principio da série original The Sims, sendo que nessa versão do jogo permite aos jogadores interagir com outros amigos jogadores do Facebook com seu personagem (a partir daqui chamaremos de sim) e como na versão original do jogo, o jogador também pode criar um sim personalizado. Os sims podem desenvolver simpatias ou antipatias de outros sims, criando relações, e que essas são publicadas no mural do Facebook do jogador ou do amigo.  
O jogo tem um estilo de desenho animado diferente da série original do jogo The Sims onde os gráficos do jogo estão em 3D. O jogo tem gráficos em 2D e foi lançado em 9 de agosto de 2011 e encerrou seus serviços em 2013.

## Descrição
The Sims Social e um jogo desenvolvido pela Playfish e Eletronic Arts, o jogo se passa em uma cidade fictícia chamada Littlehaven. Uma versão para smartphone do jogo está sendo desenvolvida, e ela irá acompanha a versão do jogo no Facebook. O jogo também conta com alguns Famosos da vida real como Elvis Presley e Marisim Monroe (Uma versão em "sim" da Marilyn Monroe).

## Sims (personagens)
- Macy – Uma sim que ajuda o jogador a ganhar muito dinheiro.
- Bella Goth – Ela é uma sim que lhe ensina a jogar(tutorial) e uma vizinha fixa.
- Dallas – Um amigo de Bella, que tem um primo que está no mundo da musica.
- Buddy – Um sims muito simpático e com uma ótima disposição.
- Fleur – Assistente pessoal de Gustav Heimlich.
- Chloe – Uma mulher que adora um romance.
- Mike – Membro do clube HiQ.
- Barbara Belle – Uma sim que é professora de ginastica, ela pode ser vista em torno da cidade.
- Gustav Heimlich – Um conselheiro espiritual que se mudou da Europa.

## Características
Os sims podem torna colegas, amigos, velhos amigos, amigos para sempre, inimigos, arqui-inimigos com outros sims. 
Sendo que se você se tornar inimigos de algum sim, você poderar fazer o seguinte com ele:
- Chutar a lixeira
- Lutar
- Rouba comida da geladeira
- Dar tapas
- Dormir na cama dele ou no sofá

### Personalidades
Também existem nove personalidades que você pode usar no seu sim que pode afetar seu estilo de vida e afetar sua amizade com outros sims, são eles:
- - Geek (Geek)
  - Criativo (Creative)
  - Vilão (Villain)
  - Social(Socialite)
  - Roqueiro(Rocker)
  - Introvertido (Introvert)
  - Magnata (Tycoon)
  - Atleta (Athlete)
  - Romântico (Romantic)

E os eventos que ocorrem no jogo podem ser compartilhado no seu mural no Facebook e no mural do seu amigo.